# Karl Johansson i Sölvedal
Karl Johansson (i riksdagen kallad Johansson i Sölvedal), född 14 oktober 1880 i Ysane församling, död 29 december 1953 i Sölvesborgs församling.
Han var en lantbrukare och politiker. Ledamot av riksdagens första kammare 1921. Han tillhörde Jordbrukarnas fria grupp.